# Přástevníkovití
Přástevníkovití (Arctiidae) je čeleď motýlů, kterou popsal poprvé v roce 1815 anglický zoolog William Elford Leach. Na celém světě se vyskytuje přibližně 2500 druhů a to převážně v oblastech s bohatou vegetací, kde mají motýli možnost nalézt hostitelskou rostlinu. Pro čeleď je charakteristické, že její zástupci jsou výrazně zbarveni, ochlupaceni a s robustní stavbou těla.
Čeleď přástevníkovitých se dále dělí na několik podčeledí:
- přástevníci Arctiinae (Leach, 1815)
- lišejníkovci Lithosiinae
- běloskvrnáčovití Ctenochinae (Kirby, 1837)
- Pericopinae